# Sansevieria concinna
Espèce
Classification APG III (2009)
Sansevieria concinna, également appelée Dracaena spathulata, est une espèce de plantes de la famille des Liliaceae et du genre Sansevieria.

## Description
Plante succulente, Sansevieria concinna est une espèce de sansevières à feuilles de taille moyenne (longueur de 15 à 32 cm ; largeur de 2 à 5 cm), légèrement lancéolées,.
Elle a été identifiée comme espèce à part entière en 1915 par le botaniste britannique Nicholas Edward Brown.

## Distribution et habitat
L'espèce est originaire d'Afrique orientale et australe, présente au Mozambique près de la ville de Beira où elle a été initialement découverte et au sud-est de la Tanzanie,.

## Synonymes et cultivars
L'espèce présente des synonymes :
- Sansevieria subspicata var. concinna (N.E. Br., 1915 ; ex Mbugua, 2007)
- Dracaena spathulata (Byng & Christenh, 2018)